# Frančići
Frančići is een plaats in de gemeente Sveta Nedelja in de Kroatische provincie Istrië. De plaats telt 38 inwoners (2001).